# Karol Karski (prawnik)
Karol Adam Karski (ur. 13 maja 1966 w Warszawie) – polski polityk, prawnik, nauczyciel akademicki i samorządowiec, profesor nauk społecznych w dyscyplinie nauki prawne, profesor Uniwersytetu Warszawskiego, w 2005 przewodniczący Rady m.st. Warszawy, poseł na Sejm V i VI kadencji (2005–2011), w 2007 sekretarz stanu w Ministerstwie Spraw Zagranicznych, w latach 2014–2024 poseł do Parlamentu Europejskiego VIII i IX kadencji.

## Życiorys

### Wykształcenie, działalność zawodowa i naukowa
W 1990 ukończył studia na Wydziale Prawa i Administracji Uniwersytetu Warszawskiego, a w 1991 studia w Instytucie Stosunków Międzynarodowych Uniwersytetu Warszawskiego. W 1998 uzyskał stopień doktora nauk prawnych na podstawie napisanej pod kierunkiem Zdzisława Galickiego pracy zatytułowanej Rozpad Związku Radzieckiego a prawo międzynarodowe. W 2011 habilitował się w zakresie nauk prawnych na podstawie dorobku naukowego oraz rozprawy zatytułowanej Osoba prawna prawa wewnętrznego jako podmiot prawa międzynarodowego. W 2023 otrzymał tytuł profesora nauk społecznych w dyscyplinie nauki prawne.
W 1990 został pracownikiem naukowym Instytutu Prawa Międzynarodowego na Wydziale Prawa i Administracji UW. Powołany na przewodniczącego rady naukowej tego instytutu. W latach 2013–2023 był kierownikiem Zakładu Międzynarodowego Prawa Publicznego. W 2023 objął funkcję kierownika Katedry Prawa Międzynarodowego Publicznego. Na macierzystym wydziale doszedł do stanowiska profesora.
Obejmował także kolejne stanowiska profesorskie w Wyższej Szkole Ekonomicznej w Białymstoku. Był profesorem nadzwyczajnym na Wydziale Nauk Społecznych Warszawskiej Wyższej Szkoły Humanistycznej im. Bolesława Prusa. Wykładowca prawa międzynarodowego publicznego i prawa europejskiego.
Objął funkcje wiceprzewodniczącego rady Polskiego Instytutu Spraw Międzynarodowych oraz wiceprzewodniczącego polskiej sekcji Stowarzyszenia Prawa Międzynarodowego. Powoływany w skład Komisji Rewizyjnej Fundacji Uniwersytetu Warszawskiego. W 2023 wybrany do Komitetu Nauk Prawnych Polskiej Akademii Nauk. Jest autorem ponad 200 publikacji naukowych z zakresu prawa międzynarodowego i europejskiego.

### Działalność polityczna

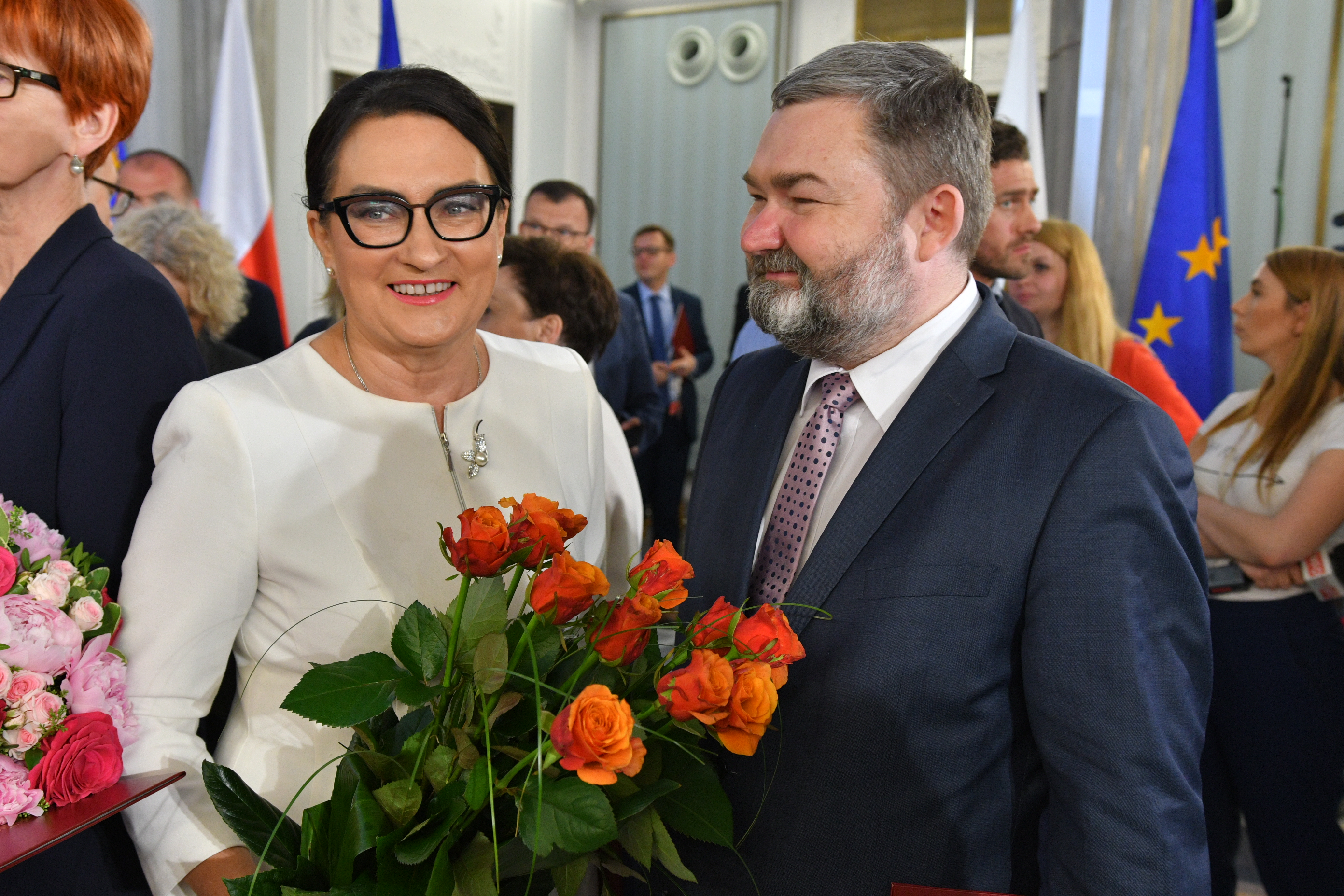
Izabela Kloc i Karol Karski

W trakcie obozu zerowego jeszcze przed rozpoczęciem studiów wstąpił do Zrzeszenia Studentów Polskich. Według Włodzimierza Czarzastego w organizacji tej był działaczem szczebla centralnego, pełniąc m.in. funkcję przewodniczącego głównej komisji rewizyjnej. Sam Karol Karski temu zaprzeczał. Za działalność w ZSP w 2001 został odznaczony przez prezydenta Aleksandra Kwaśniewskiego Złotym Krzyżem Zasługi. W 1988 z rekomendacji ZSP wszedł do Rady Narodowej dzielnicy Żoliborz.
Od 1994 działał w warszawskim samorządzie. Zasiadał w radzie gminy Warszawa-Centrum oraz dzielnicy Żoliborz. W 1994 mandat radnego gminy uzyskał jako kandydat Porozumienia Centrum z listy komitetu Prawica Razem. W latach 1994–1998 był wiceprzewodniczącym sejmiku samorządowego województwa warszawskiego. Od 2002 zasiadał w Radzie m.st. Warszawy, w której pełnił funkcję zastępcy przewodniczącego (2002–2005) i przewodniczącego (2005). Pełnił funkcję wiceprezydenta Komitetu Regionów Unii Europejskiej (2004–2005). Był członkiem Zespołu Polityki Europejskiej Komisji Wspólnej Rządu i Samorządu Terytorialnego oraz wiceprzewodniczącym Forum Zrównoważonego Rozwoju Rady Europejskich Gmin i Regionów.
Według Włodzimierza Czarzastego i „Tygodnika Powszechnego” był członkiem Stowarzyszenia „Ordynacka”. Karol Karski temu zaprzeczał, twierdząc, że był tylko na jednym z zebrań tego stowarzyszenia. W wyborach parlamentarnych w 1997 bezskutecznie ubiegał się o mandat posła z okręgu nowosądeckiego z listy AWS. Działał w Porozumieniu Centrum, z którego w 2000 odszedł do Ruchu Społecznego AWS. Później przystąpił do Prawa i Sprawiedliwości, gdzie w 2006 objął funkcję rzecznika dyscyplinarnego. Wszedł także w skład komitetu politycznego PiS.
W wyborach parlamentarnych w 2005 został wybrany do Sejmu w okręgu warszawskim z listy PiS, zdobywając 2953 głosy. W Sejmie V kadencji pełnił funkcję przewodniczącego Komisji do spraw Unii Europejskiej oraz komisji nadzwyczajnej do rozpatrzenia prezydenckiego projektu ustawy lustracyjnej. Był też przewodniczącym i sprawozdawcą komisji nadzwyczajnej, która zajmowała się nowelizacją Konstytucji RP dotyczącą określenia zakresu dopuszczalności i procedur ekstradycji, w tym wprowadzenia zasad wykonywania europejskiego nakazu aresztowania oraz zasad współpracy Polski z Międzynarodowym Trybunałem Karnym. Przewodniczył delegacji Sejmu i Senatu do Zgromadzenia Parlamentarnego Rady Europy. W latach 2006–2007 był wiceprzewodniczącym działającej w jego ramach podkomisji do spraw przeciwdziałania przestępczości i walki z terroryzmem. W 2007 został wiceprzewodniczącym Zgromadzenia Parlamentarnego Rady Europy. Od 2005 był też przewodniczącym delegacji Sejmu i Senatu do Eurośródziemnomorskiego Zgromadzenia Parlamentarnego. Od 6 września 2007 do 21 listopada 2007 pełnił funkcję sekretarza stanu w Ministerstwie Spraw Zagranicznych.
W wyborach parlamentarnych w 2007 po raz drugi uzyskał mandat poselski, otrzymując 3524 głosy. W VI kadencji został ponownie członkiem prezydium Klubu Parlamentarnego PiS, gdzie odpowiadał za sprawy zagraniczne. W latach 2007–2009 był wiceprzewodniczącym Komisji ds. Unii Europejskiej, następnie objął funkcję wiceprzewodniczącego Komisji Spraw Zagranicznych.
W 2008 złożył zawiadomienie o możliwości popełnienia przestępstwa przez pilota, który odmówił przelotu do Tbilisi samolotu z prezydentem Lechem Kaczyńskim (prokurator stwierdził brak znamion czynu zabronionego). W listopadzie 2010 cypryjski sąd zasądził od niego solidarnie z Łukaszem Zbonikowskim odszkodowanie za zniszczenie wózków golfowych, do czego miało dojść w trakcie służbowego wyjazdu parlamentarzystów na Cypr w listopadzie 2008.
W 2011 nie został ponownie wybrany do Sejmu (zdobył 2736 głosów). Był członkiem komitetu naukowego II i III Konferencji Smoleńskiej z lat 2013–2014, skupiającej osoby zajmujące się katastrofą samolotu Tu-154 w Smoleńsku z 10 kwietnia 2010. W 2014 uzyskał mandat posła do Parlamentu Europejskiego VIII kadencji z okręgu obejmującego województwo warmińsko-mazurskie oraz województwo podlaskie, zdobywając 67 997 głosów. W wyborach w 2019 skutecznie ubiegał się o reelekcję, otrzymując 184 054 głosy. W PE dołączył do grupy Europejscy Konserwatyści i Reformatorzy, pełnił funkcję kwestora Europarlamentu. W 2024 nie został wybrany na kolejną kadencję PE.

## Życie prywatne
Syn Zbigniewa i Ludgardy. Od 2007 żonaty z Elżbietą.

## Odznaczenia i wyróżnienia
- Złoty Krzyż Zasługi (2001)[31][12]
- Srebrny Medal „Zasłużony Kulturze Gloria Artis” (2005)[32]
- Medal „Pro Patria” (2016)[33]
- Złoty Medal Fridtjofa Nansena (2016)[34]
- Medal „Za zasługi dla Stowarzyszenia Kombatantów Misji Pokojowych ONZ” (2016)[35]
- Srebrny Medal za Długoletnią Służbę (2018)[36]
- Odznaka „Zasłużony dla Warszawy” (2005)[37]
- Orzeł „Wprost” (2021, 2023)[38][39]
- Doktoraty honoris causa: Uniwersytetu Europejskiego w Kijowie[3], Akademii Finansów w Erywaniu[34], Narodowego Uniwersytetu Pedagogicznego im. Mychajła Drahomanowa w Kijowie[3], Akademii Adwokatury Ukrainy w Kijowie[3], Uniwersytetu Europejskiego w Tbilisi[40], uniwersytetu SDASU w Tbilisi[41], Donieckiego Uniwersytetu Narodowego[3], Wyższej Szkoły Zarządzania Bezpieczeństwem w Koszycach[42], Uniwersytetu im. Angeła Kynczewa w Ruse[36][43], East European University w Tbilisi[44], Lwowskiego Uniwersytetu Handu i Ekonomii[45] oraz Południowoukraińskiego Narodowego Uniwersytetu Pedagogicznego im. Konstantego Uszyńskiego[46]
- Tytuł profesora honorowego Wisconsin International University in Ukraine[3]